# 夏威夷海軍陸戰隊基地
卡內奧赫（英語：Kaneohe）是位於美國夏威夷州檀香山縣的一個人口普查指定地區。

## 地理
卡內奧赫的座標為21°26′36″N 157°44′59″W / 21.44333°N 157.74972°W，而該地最高點為海拔高度2米（即7英尺）。

## 人口
根據2010年美國人口普查的數據，卡內奧赫的面積為15.10平方千米，當中陸地面積為11.40平方千米，而水域面積為3.70平方千米。當地共有人口9517人，而人口密度為每平方千米630.26人。